# Eleutherodactylus griphus
Eleutherodactylus gryphus es una especie de rana de la familia Eleutherodactylidae.

## Distribución geográfica y hábitat
Es endémica de Jamaica. Su hábitat natural son los bosques húmedos subtropicales o tropicales de baja altitud.

## Estado de conservación
Está amenazada por pérdida de hábitat.